# Замотаєв Дмитро Геннадійович
Дмитро́ Генна́дійович Замота́єв (* 4 квітня 1995, Запоріжжя, Україна) — український боксер, багаторазовий чемпіон України, призер чемпіонатів світу та Європи серед аматорів.
Вихованець запорізької ДЮСШ № 11. У 2013—2014 роках виступав у складі команди «Українські отамани», представляє Запорізьку область. З 2015 року знаходиться у складі Запорізької обласної школи вищої спортивної майстерності. Найкращий боксер Запорізької області у ваговій категорії 52 кг. Тренується під керівництвом Заслуженого тренера України з боксу Олександра Анатолійовича Трюхіна.
Під час церемонії нагородження на 1-х Європейських іграх демонстративно не став повертатися в бік російського прапора при виконанні гімнів.

## Аматорська кар'єра

### Європейські ігри 2015
- 1/4 фіналу. Переміг Сержа Нейман (Німеччина) — 3-0
- Півфінал. Програв Брендану Ірвіну (Ірландія) — 0-3

### Чемпіонат світу 2015
- 1/8 фіналу. Переміг Джоша Інгліша (Австралія) — 3-0
- 1/4 фіналу. Переміг Руфата Гусейнова (Азербайджан) — 2-1
- Півфінал. Програв Хоанісу Архілагосу (Куба) — 0-3

### Чемпіонат Європи 2017
- 1/8 фіналу. Переміг Данила Платановши (Молдова) — 5-0
- 1/4 фіналу. Переміг Давида Алавердяна (Ізраїль) — 4-1
- Півфінал. Програв Даніелю Асенову (Болгарія) — 0-5

### Чемпіонат світу 2017
- 1/8 фіналу. Програв Мануелю Каппаї (Італія) — 0-5

### Європейські ігри 2019
- 1/8 фіналу. Переміг Масуда Юсіфзада (Азербайджан) — 4-1
- 1/4 фіналу. Програв Галалу Яфай (Велика Британія) — 0-5

### Чемпіонат Європи 2022
- 1/8 фіналу. Переміг Крістофера Гомана (Німеччина)
- 1/4 фіналу. Переміг Давида Алавердяна (Ізраїль)
- Півфінал. Програв Мартіну Моліна (Іспанія)

## Спортивні досягнення

### Аматорські змагання серед дорослих
- Бронзовий призер чемпіонату світу (1): 2015
- Бронзовий призер Європейських ігор (1): 2015
- Бронзовий призер чемпіонату Європи (1): 2017
- Чемпіон України (7): 2013, 2014, 2016, 2018, 2019, 2021, 2022

- Заслужений майстер спорту України (2016)

### Юнацькі та молодіжні змагання
- Чемпіон Європи серед молоді (1): 2013
- Бронзовий призер чемпіонату Європи серед юнаків (1): 2011
- Бронзовий призер Чемпіонату Європи серед школярів (1): 2009

## Сім'я
Батько, Замотаєв Геннадій Георгійович (1968—2016), — ветеран антитерористичної операції на сході України, кавалер ордена «За мужність» ІІІ ст.